# Hibrildes norax
Hibrildes norax is een vlinder uit de familie van de Eupterotidae. De wetenschappelijke naam van de soort is voor het eerst geldig gepubliceerd in 1888 door Druce.